# Écologie industrielle

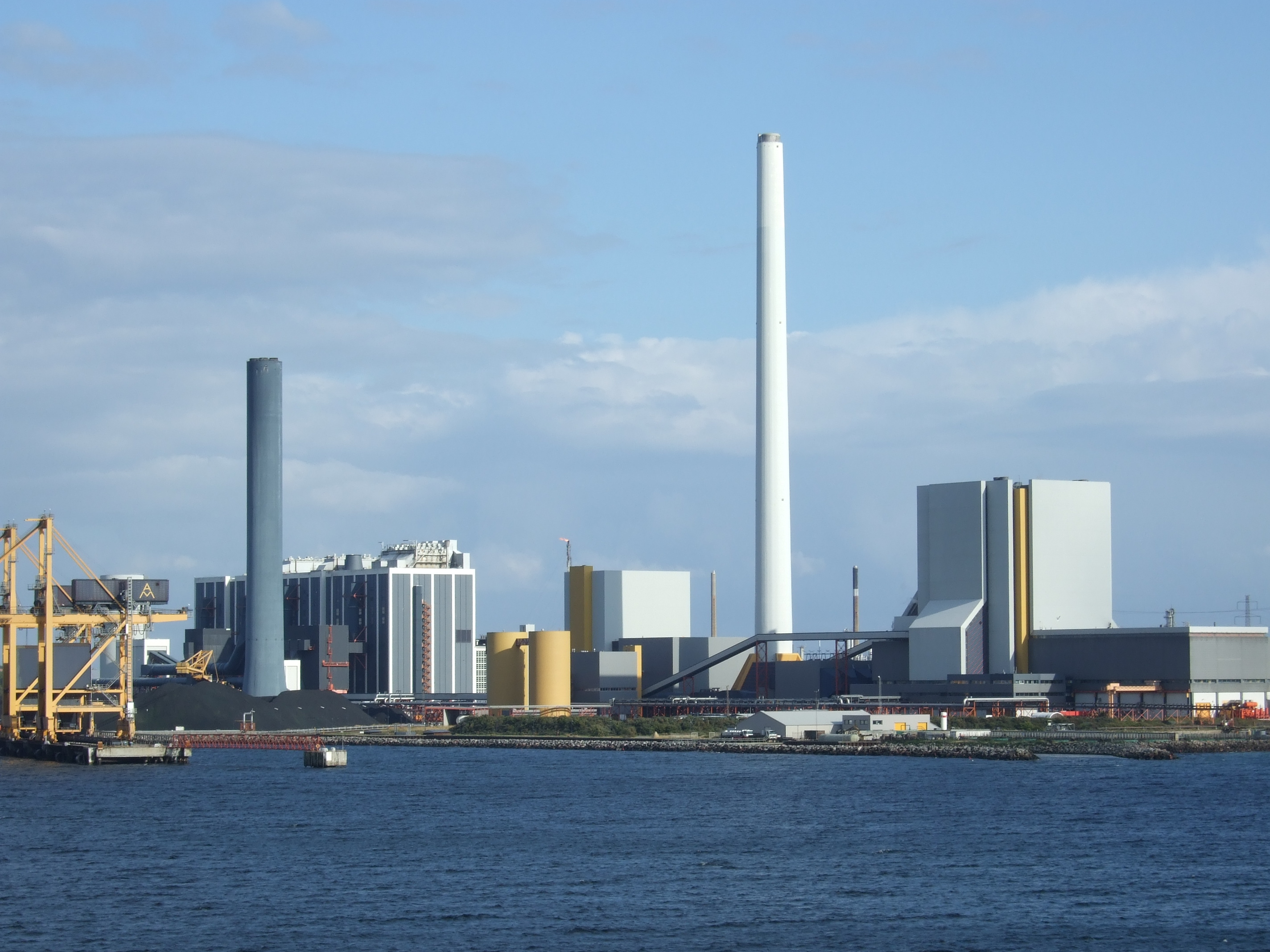
Vue du parc éco-industriel de Kalundborg (Danemark) en 2008.

L’écologie industrielle est une notion et une pratique récente du management environnemental visant à limiter les impacts de l'industrie sur l'environnement. Fondée sur l'analyse des flux de matière et d'énergie, l'écologie industrielle cherche à avoir une approche globale du système industriel en le représentant comme un écosystème et à le rendre compatible avec les écosystèmes naturels. Son origine remonterait à 1989 par le biais d'un article intitulé Strategies for Manufacturing de Robert A. Frosch et Nicholas E. Gallopoulos, publié dans Scientific American.

## Principes
La perspective est celle du développement durable ; il s'agit d'aller au-delà des politiques environnementales sectorielles et de répondre à des défis plus globaux et intégrés. L’écologie industrielle part, en effet, des limites des démarches traditionnelles qui raisonnent en termes de réduction des pollutions, qu’il s’agisse d’approches « en bout de chaîne » (end of pipe) ou, dans une moindre mesure, « à la source ».
Les techniques ou les modes de production propres ne visent souvent que des optimisations sectorielles au travers de la mise en place d’un équipement, au mieux d’une installation, dont il est parfois difficile d’évaluer l’impact global. L’écologie industrielle recherche, quant à elle, une optimisation à l’échelle de groupes d’entreprises, de filières, de régions, et même du système industriel dans son ensemble. Pour ce faire, elle favorise la transition du système industriel actuel vers un système viable, durable, inspiré par le fonctionnement quasi cyclique des écosystèmes naturels. En pratique, pour tendre vers cet objectif, l’écologie industrielle s’attache à :
- valoriser les déchets d'une filière comme ressource pour cette même filière, ou pour une autre filière, de manière qu'il ne reste que des déchets ultimes et en quantité minimale.

Un exemple souvent cité est celui de l'utilisation par un producteur d'électricité (éventuellement en co- ou trigénération) de l'hydrogène issu du raffinage pétrolier ou de la carbochimie et autrefois perdu (ex. : à Dunkerque (France), le gaz sidérurgique (hydrogène) de l'entreprise Sollac est brûlé en produisant de l'électricité pour EDF et de la chaleur pour le réseau de chaleur de Dunkerque, et GDF a programmé un cycle combiné de gaz de 800 MW.
Il y a une dizaine d'années, en Italie, Enel (Ente Nazionale per l'Energia Elettrica) a démarré en 2009 à Fusina une centrale de 12 mégawatts qui produit de l'électricité (60 millions de kWh/an en 2009, soit les besoins de 20 000 foyers et l'évitement de plus de 17 000 t de dioxyde de carbone) en brûlant de l'hydrogène émis par le complexe pétrochimique voisin de Marghera dont l'usine Polimeri Europa (devenue depuis lors Versalis), filiale d'ENI (entreprise).
Parfois le « zéro déchet » peut être atteint (sans tenir compte des émissions gazeuses liées aux transports et process) : 
- boucler – tant que possible – les « cycles de matières » et minimiser les émissions dissipatives liées aux usages qui dispersent les produits polluants dans l’environnement ;
- dématérialiser les produits et les activités économiques ;
- décarboner l’énergie.

## Origine
Ce qu'on appelle l’écologie industrielle se différencie de certaines autres filières classiques de gestion de l’environnement (recyclage, dépollution, efficacité énergétique, technologies propres, etc.) par le souci de combiner les approches sectorielles et transversales dans des processus intégrateurs.

L’intégration des services, les politiques intégrées de développement, les parcs éco-industriels, les « biocénoses industrielles », certaines nouvelles formes de partenariat sont au cœur de ce nouveau management dont les virtualités les plus grandes se jouent à l’échelle de l’organisation de filières ou de groupements d'industries (ex. : réseaux d’échange des sous-produits du chlore aux États-Unis et au Mexique).
L’écologie industrielle n’est donc pas à proprement parler une nouvelle discipline, mais une nouvelle pratique de management environnemental. 
Elle suppose, en revanche, la mobilisation de disciplines très diverses : l’informatique, l’ingénierie, la physique-chimie, mais aussi l’écologie, l’économie, le droit, la philosophie, la conception, la logistique, etc. Par nature interdisciplinaire, l’écologie industrielle intègre ces différents champs de connaissances par des méthodes d’ingénieur ou d’ingénierie écologique.
L'écologie industrielle s'appuie en premier lieu sur le « métabolisme industriel » : c'est-à-dire l'analyse des flux de matières sous-jacents à toute activité, les bilans matière-énergie. Elle recourt également aux calculs d'optimisation, aux analyses du cycle de vie, etc.

## Exemples

### Danemark
La première expérience significative au monde d'écologie industrielle est apparue au Danemark, sur le site de Kalundborg. Six organisations différentes se sont regroupées depuis les années 1970 :
- la mairie de la ville ;
- une centrale énergétique Asnaes ;
- le fabricant de plâtre Gyproc ;
- l'entreprise pharmaceutique Novo ;
- l'entreprise de traitement des sols Bioteknisk Jordrens ;
- une raffinerie du pétrolier Statoil.

La symbiose de Kalundborg comporte aujourd'hui un réseau dense d'échanges d'eau, d'énergie et de sous-produits issus des diverses activités industrielles et humaines menées sur le site. L'essentiel des déchets des uns est utilisé comme matière première par les autres : chaleur et vapeur, eau, gaz issus de la raffinerie, gypse de synthèse, biomasse et engrais liquide, cendres volantes issues de la combustion du charbon dans la centrale, boues d'épuration, etc.

### France
En France, la première expérience d'écologie industrielle a été menée dans la zone industrielle de Grande-Synthe, à 6 kilomètres à l'ouest de Dunkerque. Cette initiative est aujourd'hui pilotée par le réseau Ecopal, créé en 2001, qui compte environ 200 membres, grandes entreprises, PME, associations ou particuliers. Ses objectifs étaient d'identifier des opportunités pour un meilleur usage des ressources et d'élaborer une méthodologie d'étude pour une zone industrielle française standard.
Un pôle régional de l'écologie industrielle a été créé en Haute-Normandie.
À la suite des premiers travaux du Grenelle du développement durable des pays de l'estuaire de la Seine, les signataires de la charte du Grenelle de l'Estuaire se sont engagés en faveur d'une démarche d'écologie industrielle à l'échelle de leurs territoires.
Jean-Claude Weiss, président de la Communauté de communes Caux vallée-de-Seine, président de l'atelier Économie du Grenelle de l'Estuaire, a été chargé par le comité des élus de l'Estuaire de lancer une étude de préfiguration. Un premier séminaire de travail a eu lieu en janvier 2010. Le professeur Suren Erkman, Agnès Delamare, chef de projet inventaire des flux pour l'association Ecopal et Dominique Bernard, directeur de l'écologie industrielle de Lafarge, y ont apporté leur témoignage.
Une association Écologie industrielle Estuaire a ainsi été créée en septembre 2010. Son action s'inscrit notamment dans la mission « Compétitivité durable des entreprises » portée au niveau national par Orée en partenariat avec le ministère de l'Économie. Le territoire de l'estuaire de la Seine est l'un des cinq territoires pilotes de ce projet.
En août 2019, sur demande du président Emmanuel Macron, François-Henri Pinault présente le Fashion Pact au G7 de Biarritz visant à atteindre zéro émission nette de CO2 en 2050, un pacte regroupant 56 signataires représentant 250 marques.

### Suisse
En 2012, le Canton de Genève a inscrit l'écologie industrielle dans sa constitution.

## Conditions de succès
Les conditions de succès d'une symbiose industrielle sont celles de tout système naturel :
- diversité : les activités des entreprises doivent être différentes et complémentaires, de façon à utiliser les déchets de l'une comme ressources pour une autre ;
- proximité : le coût de transport des déchets ressources ne doit pas être prohibitif et l'expérience de Kalundborg au Danemark montre que c'est rapidement le cas pour l'énergie ;
- coopération : pour permettre la mise en œuvre de la symbiose, il est évident que les entreprises et leurs dirigeants doivent développer, entre elles, des relations marquées par la coopération, la communication et la confiance mutuelle.

## Évaluation
En France 2014 afin d'aider les industriels, les animateurs des projets et les observateurs à évaluer les performances environnementales des opérations d’écologie industrielle, ainsi que les bénéfices pour l'entreprise et le territoire, Orée a préparé une « plateforme Elipse ». Cet outil conçu avec l'Université de technologie de Troyes mais également le laboratoire PACTE (Université Grenoble Alpes et CNRS) et financé par l'Ademe et le ministère de l'Environnement a été mis en ligne fin 2016. Il est basé sur un référentiel composé d’une soixantaine d'indicateurs (dont seize obligatoires). Ces indicateurs couvrent trois thèmes.
1. La coopération entre les acteurs ;
2. La création de richesses locales ;
3. La boucle des flux.

Chaque projet peut ainsi disposer d'un état de référence, d'un historique et d'un suivi pour tous les  indicateurs retenus, avec une note globale (de D- à A+). L'accès à la plateforme est gratuit.